# Francisco Fabra
Francisco Fabra Soldevila (Llivia, 23 de abril de 1778-Madrid, 11 de enero de 1839) fue un médico español, destacado por su labor de divulgación médica, por sus trabajos sobre la medicina de guerra y por haber participado en las primeras leyes de salud pública elaboradas en España.

## Biografía
Nacido el 23 de abril de 1778 en Llivia,  era hijo de familia acaudalada. En 1790 fue enviado a Barcelona para su educación, donde comenzó a formarse en matemáticas, filosofía, lógica y física, obteniendo el grado de bachiller en artes, marchando a Montpellier en 1794 para cursar los estudios de medicina, incorporándose ya joven a la academia de medicina de la localidad francesa. Regresó a España en 1803, pero las autoridades no convalidaron sus estudios ni el doctorado obtenido, debiendo matricularse nuevamente en la universidad de Cervera donde finalizó su formación en 1808. Participó como médico integrado en las tropas españolas durante guerra contra la ocupación francesa, con destino en el Cuartel General, donde desarrolló una labor de prevención de la salud mediante el estudio de las zonas geográficas peninsulares y las afecciones más propias de los soldados en combate. También organizó los hospitales de campaña, determinó las medidas de salubridad del ejército y atendió personalmente alguno de los casos más complejos. Destacó en la elaboración de un Reglamento de medicina castrense, los perfiles alimenticios del ejército y sus sistemática insistencia para que en las unidades de combate hubiera siempre médicos titulados que dirigieran los servicios sanitarios. 
Finalizada la contienda se estableció en Madrid y desempeñó su trabajo como médico al tiempo que mantenía ocupado su tiempo con el estudio y el conocimiento de la profesión, junto con los principales médicos de la capital española, ingresando en la Academia Médica Matritense en 1816. Sus numerosas publicaciones científicas en la academia se ampliaron con los encargos gubernamentales para emitir dictámenes sobre distintas materias, entre otras la primera ley de salud pública de 1822 en la que fue coordinador del proyecto en su proceso de elaboración. En 1830 fue clausurada la Academia Médica, incorporándose Fabra al Ateneo de Madrid, primero en su sección de ciencias y, más tarde, como Secretario. En 1835 participó en los trabajos preparatorios de la reforma de las enseñanzas médicas y fue impulsor de la creación de la Academia de Ciencias Naturales. Falleció el 11 de enero de 1839.

## Enlaces de referencia
- Francesc Fabra i Soldevila | Galeria de Metges Catalans en catalán

- Datos: Q5865656